# Johann Anton Merck

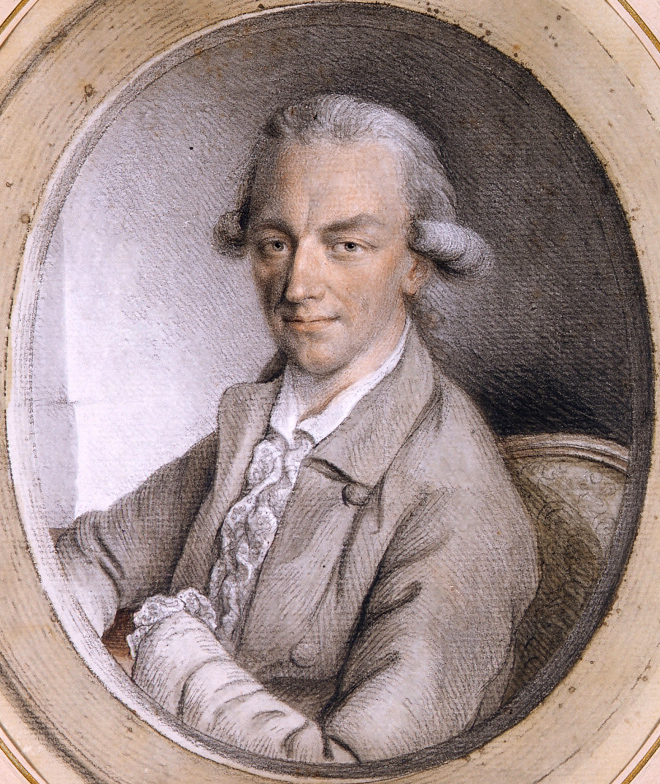
Johann Anton Merck

Johann Anton Merck (* 9. September 1756 in Darmstadt; † 1. Juni 1805 ebenda) war ein deutscher Apotheker.

## Biografie
Merck war der Sohn des Besitzers der Engel-Apotheke in Darmstadt, Johann Justus Merck (1727–1758) und dessen Ehefrau Anna Sophie Adolphine geborene Dern (1736–1758). Merck, der evangelischer Konfession war, heiratete in erster Ehe am 7. Juli 1782 in Dornberg Christiane Ernestine geborene Elwert (* 26. Dezember 1764 in Dornberg; † 27. August 1783 in Darmstadt), die Tochter des Amtmann in Dornberg Ernst Elwert und der Marie Johannette von Passern.
In zweiter Ehe heiratete er am 22. Januar 1789 in Arheilgen Adelheid Charlotte Henriette Louise geborene Merck (* 8. September 1771 in Darmstadt; † 27. März 1845 ebenda), die Tochter des Johann Heinrich Merck und der Louise Charbonnier. Aus dieser Ehe gingen die Söhne Franz Rudolf Merck (1792–1835), Hofgerichtssekretär in Darmstadt und Heinrich Emanuel Merck (1794–1855), Chemiker und Unternehmer hervor. Louise Marie Adelheid Merck (1797–1838) war seine Tochter.
Er war 1776 an der Universität Straßburg immatrikuliert, ein Schüler bei Johann Heinrich Klaproth in Berlin und machte eine Apotheker-Ausbildung bei Saltzwedel in Frankfurt am Main, Spielmann in Straßburg und Rose in Berlin.
Merck wurde Besitzer der väterlichen Engel-Apotheke in Darmstadt (Privileg von 1769). 1780 wurde er Leiter der Apotheke. Er war Kammer- und Medizinal-Assessor bei der Landes-Ökonomie-Deputation in Darmstadt. Nach seinem Tod führte seine Witwe die Engel-Apotheke.

## Werk
Er wirkte auch als Botaniker und Mineraloge. Wesentliche Werke sind:
- Auszug aus dem Tagbuch eines Naturforschers, auf einer Reise durch die Schweiz und einen Theil Italiens. Basilisken-Presse, Marburg an der Lahn 1995, Faks. der Ausg. in Wielands Teutschem Merkur, 1779 / mit einem Nachwort von Kai Torsten Kanz.